# Itó-kalkulus

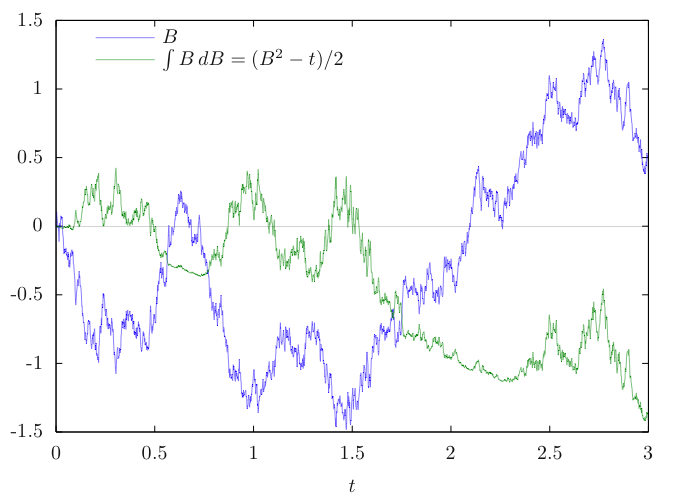
Brown-mozgás Itó-integrálja önmaga szerint

Az Itó Kijosi nevét őrző Itó-kalkulus a valószínűségszámítás és az analízis határterülete, amely a klasszikus analízisbeli függvénykalkulus (differenciál- és integrálszámítás) módszereit kiterjeszti a sztochasztikus folyamatokra, pl. Brown-mozgás (lásd Wiener-folyamat). Fontos alkalmazási területei a pénzügyi matematika és a sztochasztikus differenciálegyenletek.
Központi elgondolása az Itó sztochasztikus integrál
{\displaystyle Y_{t}=\int \limits _{0}^{t}H_{s}\,dX_{s}}
ahol H az integrandus, X pedig egy Brown-mozgás, vagy általánosabban, egy szemimartingál.
A Brown-mozgás pályái nem elégítik ki azon feltételeket, melyek a kalkulus hagyományos eszközeinek használatához szükségesek. Például egyik pontban sem differenciálhatóak és végtelen variációjúak minden időintervallumon. Ennek eredményeként az integrál nem definiálható a hagyományos módon (lásd Riemann–Stieltjes integrál).
A fő meglátás, hogy az integrál definiálható mindaddig, míg H adaptált, ami azt jelenti, hogy a t időpillanatban felvett értéke csak az addig rendelkezésre álló információktól függ.
Az áruk ára és egyéb kereskedéshez kapcsolódó nyereségek modellezhetők sztochasztikus folyamatokkal, pl. Brown-mozgással vagy (gyakrabban) geometriai Brown-mozgással (lásd Black–Scholes-modell). Ekkor az Itó sztochasztikus integrál egy folytonos idejű kereskedési stratégia eredményét reprezentálja. A stratégia szerint Ht mennyiséget tartunk az áruból a t időpontban. Ebben a helyzetben, a feltétel hogy H adaptált annyit jelent, hogy a kereskedési stratégia csak meglévő információkat használhat. Ez megelőzi a végtelen nyereség lehetőségét nagy ingadozású kereskedéssel: megvesszük az árut éppen a hegyek előtt, és eladjuk pontosan a völgyek előtt. Hasonlóan, H adaptáltságából következik, hogy a sztochasztikus integrál nem divergál ha Riemann-összegek határértékeként számítjuk ki.
Az Itó-kalkulus fontos eredményei közé tartozik a parciális integrálás formulája és az Itó-lemma, amely a változócsere formulája. Ezek eltérnek a hagyományos kalkulus formuláitól, a kvadratikus variációt tartalmazó tagok miatt.

## Jelölés
Egy H folyamat integrálját egy másik X folyamat szerint a t időpillanatig
{\displaystyle \int \limits _{0}^{t}H\,dX\equiv \int \limits _{0}^{t}H_{s}\,dX_{s}.}
jelöli. Ez maga egy sztochasztikus folyamat a t paraméterrel, amit H · X-el is szokás jelölni. Másképp, az integrált gyakran differenciál alakban írhatjuk: dY=H dX. Ez ekvivalens az Y − Y0 =  H · X felírással. Mivel az Itó-kalkulusban folytonos idejű sztochasztikus folyamatokat feltételezünk, feltehető, hogy van egy mögöttes filtrált valószínűségi mező
{\displaystyle (\Omega ,{\mathcal {F}},({\mathcal {F}}_{t})_{t\geq 0},\mathbb {P} ).}
Az Ft szigma-algebra a t időpillanatig rendelkezésre álló információt reprezentálja és az X folyamat adaptált, ha Xt egy Ft-mérhető valószínűségi változó. A B Brown-mozgásról tudott, hogy Ft-Brown-mozgás, ami egy standard Brown mozgás azzal a tulajdonsággal kiegészülve, hogy Bt+s − Bt független Ft-tól minden s,t ≥ 0 esetén.

## Integrálás Brown-mozgás szerint
Az Itó-integrált definiálhatjuk a Riemann–Stieltjes integrálhoz hasonló módon, azaz mint Riemann-összegek mértékben való határértékét. Egy ilyen határérték nem feltétlenül létezik pályánként. Tegyük fel, hogy B egy Wiener-folyamat (Brown-mozgás) és H egy balról folytonos, adaptált és lokálisan korlátos folyamat. Ha πn a [0, t] intervallum partícióinak egy minden határon túl finomodó sorozata, akkor a H Itó-integrálja a B Brown-mozgás szerint a t időpontig egy valószínűségi változó
{\displaystyle \int \limits _{0}^{t}H\,dB=\lim _{n\rightarrow \infty }\sum _{t_{i-1},t_{i}\in \pi _{n}}H_{t_{i-1}}(B_{t_{i}}-B_{t_{i-1}}).}
Megmutatható, hogy ez a limesz mértékben konvergál.
Bizonyos alkalmazásoknál, mint például a martingál reprezentációs tételek és lokális idők, az integrálra nem folytonos folyamatok esetében van szükség. A megjósolható folyamatok a legkisebb olyan osztályt alkotják, mely zárt a sorozatok határértékére nézve és tartalmaz minden adaptált, balról folytonos folyamatot. Ha H egy megjósolható folyamat úgy, hogy ∫0t H² ds < ∞ minden t ≥ 0 esetén, akkor a H folyamat B szerinti integrálja definiálható és H-t B-integrálható folyamatnak nevezzük. Minden ilyen folyamat közelíthető balról folytonos, adaptált, lokálisan korlátos folyamatok Hn sorozatával
{\displaystyle \int \limits _{0}^{t}(H-H_{n})^{2}\,ds\rightarrow 0}
a valószínűségi értelemben. Ekkor az Itó-integrál
{\displaystyle \int \limits _{0}^{t}H\,dB=\lim _{n\rightarrow \infty }\int \limits _{0}^{t}H_{n}\,dB}
alakú, ahol ismét, a határértékről megmutatható a valószínűségben konvergencia.
A sztochasztikus integrál kielégíti az Itó-izometriát
{\displaystyle \mathbb {E} \left[\left(\int \limits _{0}^{t}H_{s}\,dB_{s}\right)^{2}\right]=\mathbb {E} \left[\int \limits _{0}^{t}H_{s}^{2}\,ds\right]}
amely igaz, ha H korlátos, vagy általánosabban ha az integrál a jobb oldalon véges.

## Itó-folyamatok
Egy Itó-folyamatot olyan adaptált sztochasztikus folyamatként definiáljuk, amely kifejezhető, mint egy Brown-mozgás szerinti integrál és egy idő szerinti integrál összege,
{\displaystyle X_{t}=X_{0}+\int _{0}^{t}\sigma _{s}\,dB_{s}+\int _{0}^{t}\mu _{s}\,ds.}
Itt, B egy Brown-mozgás és megköveteljük, hogy σ egy megjósolható B-integrálható folyamat, és μ megjósolható és (Lebesgue) integrálható legyen. Azaz
{\displaystyle \int _{0}^{t}(\sigma _{s}^{2}+|\mu _{s}|)\,ds<\infty }
minden t esetén teljesüljön. A sztochasztikus integrál kiterjeszthető ilyen Itó-folyamatokra,
{\displaystyle \int _{0}^{t}H\,dX=\int _{0}^{t}H_{s}\sigma _{s}\,dB_{s}+\int _{0}^{t}H_{s}\mu _{s}\,ds.}
Ez definiálható minden lokálisan korlátos és megjósolható integrandusra. Általánosabban, megköveteljük, hogy H σ egy B-integrálható és H μ egy Lebesgue integrálható legyen úgy, hogy ∫0t(H²σ² + |H μ|) ds véges. Az ilyen megjósolható H folyamatokat X-integrálhatónak nevezzük.
Egy fontos eredménye az Itó-folyamatok kutatásának az Itó-lemma. Egyszerűbb alakjában, minden kétszer folytonosan differenciálható ƒ valós függvény és X Itó-folyamat esetén, mint azt fent láttuk, azt állítja, hogy ƒ(X) maga is egy Itó-folyamat, mely kielégíti a
{\displaystyle df(X_{t})=f^{\prime }(X_{t})\,dX_{t}+{\frac {1}{2}}f^{\prime \prime }(X_{t})\sigma _{t}^{2}\,dt.}
Ez a sztochasztikus analízisbeli megfelelője a változócsere formulának és a láncszabálynak. Különbözik a hagyományos eredménytől, mivel egy további, az f második deriváltját tartalmazó tag is megjelenik, amely a Brown mozgás nem-nulla kvadratikus variációjának következménye.

## Szemimartingálok és integrátorok
Az Itó-integrált definiálhatjuk egy X szemimartingál szerint. Ezek olyan folyamatok, amelyek felbonthatóak X = M + A alakban, ahol M lokális martingál és A egy véges variációjú folyamat. Fontos példái ilyen folyamatoknak többek közt a Brown-mozgás, ami egy martingál és a Lévy-folyamatok.
Balról folytonos, lokálisan korlátos és adaptált H folyamat esetén az integrál H · X létezik és kiszámítható mint Riemann-összegek határértéke. Legyen πn egy minden határon túl finomodó partíció sorozata a [0, t] intervallumnak,
{\displaystyle \int _{0}^{t}H\,dX=\lim _{n\rightarrow \infty }\sum _{t_{i-1},t_{i}\in \pi _{n}}H_{t_{i-1}}(X_{t_{i}}-X_{t_{i-1}}).}
Ez a határérték valószínűségben létezik.
A balról folytonos folyamatok sztochasztikus integrálja általában elegendő a sztochasztikus analízis nagy részének tanulmányozásához. Például elegendő az Itô-lemma alkalmazásához, a mérték megváltoztatásához Girsanov tétele, és a sztochasztikus differenciálegyenletek tanulmányozásához. Habár nem elegendő más fontos témákhoz, mint például a martingál reprezentációs tétel és a lokális idők vizsgálatához.
Az integrál kiterjeszthető minden megjósolható, lokálisan korlátos integrandusra, egyértelmű módon, úgy hogy a dominált konvergencia tétel érvényben marad. Azaz ha Hn → ;H és |Hn| ≤ J ahol J lokálisan korlátos folyamat, akkor ∫0t Hn dX → ∫0t H dX valószínűségben. A kiterjesztés egyértelműsége balról folytonos folyamatokról megjósolható folyamatokra a monoton osztály tétel eredménye.
Általában a H · X sztochasztikus integrál definiálható még olyan esetekben is, amikor a H megjósolható folyamat nem lokálisan korlátos. Ha K = 1 / (1 + |H|), akkor K és KH korlátosak. A sztochasztikus integrálás asszociativitásából következik, hogy H egy X-integrálható, és integrálja H · X = Y akkor és csakis akkor, ha Y0 = 0 és K · Y = (KH) · X. Az X-integrálható folyamatok halmazát L(X) jelölje.

## Tulajdonságok
- A sztochasztikus integrál egy càdlàg folyamat. Továbbá egy szemimartingál.

- A sztochasztikus integrál szakadásait az integrátor szakadásai adják, megszorozva az integrandussal. Egy càdlàg folyamat ugrása a t időpillanatban Xt − Xt− és gyakran ΔXt jelöli. Ezzel a jelöléssel Δ(H · X) = H ΔX. A konkrét következménye ennek az, hogy a folytonos folyamatok szerinti integrálok mindig maguk is folytonosak.
- Asszociativitás. Legyen J, K megjósolható folyamatok és K legyen X-integrálható. Ekkor J egy K · X integrálható folyamat pontosan akkor, ha JK egy X-integrálható folyamat, amikor is

{\displaystyle J\cdot (K\cdot X)=(JK)\cdot X}
- Dominált konvergencia. Tegyük fel, hogy Hn → H és |Hn| ≤ J, ahol J egy X-integrálható folyamat. Ekkor Hn · X → H · X. A konvergencia mértékben teljesül minden t időpontban. Lényegében, kompakt halmazokon egyenletes a mértékben való konvergencia.
- A sztochasztikus integrál kommutál a kvadratikus kovariancia operátorával. Ha X és Y szemimartingálok és minden X-integrálható folyamat szintén [X, Y]-integrálható és [H · X, Y] = H · [X, Y]. Egy következménye ennek, egy sztochasztikus integrál kvadratikus variáció folyamata megegyezik a kvadratikus variáció folyamat integráljával.

{\displaystyle [H\cdot X]=H^{2}\cdot [X]}

## Parciális integrálás
Mint a hagyományos kalkulusban, a parciális integrálás egy fontos eredménye a sztochasztikus kalkulusnak. A parciális integrálás formulája az Itô integrál esetén eltér a hagyományos eredménytől a kvadratikus kovariációt tartalmazó tag jelenléte miatt. Ez a tag abból a tényből jön, hogy az Itô-kalkulus nem-nulla kvadratikus varianciájú folyamatokkal bánik, ami miatt ezek a folyamatok végtelen variációjúak (mint pl. a Brown-mozgás). Ha X és Y szemimartingálok, akkor
{\displaystyle X_{t}Y_{t}=X_{0}Y_{0}+\int _{0}^{t}X_{s}\,dY_{s}+\int _{0}^{t}Y_{s}\,dX_{s}+[X,Y]_{t}}
ahol [X, Y] a kvadratikus kovariáció folyamat.
Az eredmény általánosítása a Riemann–Stieltjes integrál esetében meglévő parciális integrálás tételhez, ha {\displaystyle X} Riemann-Stieltjes integrálható {\displaystyle Y} szerint és fordítva, akkor {\displaystyle X} és {\displaystyle Y} korlátos változásúak, ekkor {\displaystyle [X,Y]=0}, így visszaadja a Riemann-Stieltjes integrálok esetén felírható parciális integrálás szabályát.

## Itó-lemma
Itó lemmája a láncszabály vagy változócsere megfelelő, Itó integrálokra vonatkozó formulája.
Az egyik legerősebb és leggyakrabban használt tétele a sztochasztikus analízisnek.
Folytonos d dimenziós X = (X1,…,Xd) szemimartingál és kétszer folytonosan differenciálható f: Rd-ből R-be függvény esetén azt állítja, hogy f(X) egy szemimartingál és
{\displaystyle df(X_{t})=\sum _{i=1}^{d}f'_{i}(X_{t})\,dX_{t}^{i}+{\frac {1}{2}}\sum _{i,j=1}^{d}f''_{ij}(X_{t})\,d[X^{i},X^{j}]_{t}.}
Ez eltér a hagyományos kalkulus láncszabályától a kvadratikus kovariációt tartalmazó [Xi,Xj ] tag miatt. A formula általánosítható nem folytonos szemimartingálokra egy egyszerű ugró tag hozzáadásával hogy biztosítsuk hogy a jobb és bal oldalak ugrásai megegyeznek (lásd Itó-lemma).

## Martingál integrátorok

### Lokális martingálok
Az Itô integrál egy fontos tulajdonsága, hogy megőrzi a lokális martingál tulajdonságot. Ha M egy lokális martingál és H egy lokálisan korlátor, megjósolható folyamat, akkor H · M szintén lokális martingál.
Nem lokálisan korlátos integrandus esetén léteznek példák, ahol H · M nem lokális martingál. Habár ez csak akkor fordulhat elő, ha M nem folytonos.
Ha M folytonos lokális martingál, akkor egy H megjósolható folyamat M-integrálható akkor és csakis akkor, ha ∫0tH² d[M] véges minden t esetén és H · M mindig lokális martingál.
A legáltalánosabb állítás nem folytonos M lokális martingálokra, hogy ha (H² · [M])1/2 egy lokálisan integrálható, akkor H · M létezik és lokális martingál.

### Négyzetesen integrálható martingálok
Korlátos integrandusokra az Itó sztochasztikus integrál megőrzi a négyzetesen integrálható martingálok terét, ami azon M càdlàg martingálok halmaza, melyekre E(Mt²) véges minden t esetén.
Minden ilyen M négyzetesen integrálható martingálra, az [M] kvadratikus variáció folyamat integrálható és az Itô izometria állítása szerint
{\displaystyle \mathbb {E} \left((H\cdot M_{t})^{2}\right)=\mathbb {E} \left(\int _{0}^{t}H^{2}\,d[M]\right).}
Ez az egyenlőség általánosabban is igaz minden olyan M martingálra, amelyre H² · [M]t integrálható. Az Itô izometriát gyakran használják a sztochasztikus integrál konstrukciójának egy fontos lépéseként, minek során H · M-et mint ennek az izometriának egyszerű integrandusok bizonyos osztályairól minden korlátos, megjósolható folyamatra való kiterjesztéseként definiálják.

### p-integrálható martingálok
Minden p>1 és korlátos, megjósolható integrandus esetén a sztochasztikus integrál megőrzi a p-integrálható martingálok terét. Ezek azok a càdlàg martingálok, melyekre E(|Mt|p) véges minden t esetén.
Habár ez nem mindig igaz ha p=1. Léteznek példák olyan integráljaira korlátos, megjósolható folyamatoknak valamely martingál szerint, amelyek maguk nem martingálok.
Egy M càdlàg folyamat maximum-folyamatát Mt* = sups ≤t |Ms| módon jelöljük. Minden p ≥ 1 és minden korlátos megjósolható integrandus esetén a sztochasztikus integrál megőrzi azon M càdlàg martingálok terét, melyekre E((Mt*)p) véges minden t-re.
Ha p > 1, akkor ez ugyanaz, mint a p-integrálható martingálok tere, a Doob egyenlőtlenségek szerint.
A Burkholder-Davis-Gundy egyenlőtlenségek azt állítják, hogy minden adott {\displaystyle p\geq 1} esetén léteznek {\displaystyle c,C} konstansok, amelyek {\displaystyle p}-től függnek, de {\displaystyle M}-től és {\displaystyle t}-től nem, melyekre
{\displaystyle c\mathbb {E} ([M]_{t}^{p/2})\leq \mathbb {E} ((M_{t}^{*})^{p})\leq C\mathbb {E} ([M]_{t}^{p/2})}
minden càdlàg lokális M martingálra.
Ezekkel megmutatható , hogy ha (Mt*)p integrálható és H korlátos, megjósolható folyamat, akkor
{\displaystyle \mathbb {E} (((H\cdot M)_{t}^{*})^{p})\leq C\mathbb {E} ((H^{2}\cdot [M]_{t})^{p/2})<\infty }
és ennek következtében H · M egy p-integrálható martingál. Általánosabban ez az állítás igaz, amennyiben (H² · [M])p/2 integrálható.

## Az integrál létezése
Az Itó integrál jól definiáltságának bizonyítása többnyire úgy történik, hogy először nagyon egyszerű integrálokat tekintünk, mint pl. szakaszonként konstans, balról folytonos és adaptált folyamatokat, ahol az integrált expliciten írhatjuk. Ilyen egyszerű megjósolható folyamatok a Ht = A1{t > T} alakú tagok lineáris kombinációi ahol T megállási idő és A egy FT-mérhető valószínűségi változó, amire az integrál
{\displaystyle H\cdot X_{t}\equiv 1_{\{t>T\}}A(X_{t}-X_{T}).}
Ez kiterjeszthető minden egyszerű megjósolható folyamatra a H · X első változóban (H) való linearitása miatt.
Egy B Brown-mozgás azon alaptulajdonságát, miszerint inkrementumai függetlenek, 0 várható értékkel és Var(Bt) = t szórásnégyzettel, felhasználhatjuk az Itó-izometria bizonyítására egyszerű, megjósolható integrandusokra,
{\displaystyle E\left((H\cdot B_{t})^{2}\right)=E\left(\int _{0}^{t}H_{s}^{2}\,ds\right).}
Folytonos lineáris kiterjesztés révén az integrál kiterjeszthető egyértelműen minden megjósolható integrandusra, amely kielégíti az E(∫0tH  2ds) < ∞ feltételt, méghozzá oly módon, hogy az Itó-izometria érvényben marad. Ezek után kiterjeszthető az Itó-integrál minden B-integrálható folyamatra lokalizáció segítségével. Ez az eljárás lehetővé teszi tetszőleges Itó-folyamat szerinti Itó-integrál definícióját.
Egy általános X szemimartingál esetén, használható az X = M + A felbontás ahol M lokális martingál és A véges variációjú folyamat. Ekkor az integrálról megmutatható hogy M és A szerint is létezik, és a linearitási tulajdonságot felhasználva a két integrál kombinálható, H·X = H·M + H·A így megkaphatjuk az X szerinti integrált. A hagyományos Lebesgue–Stieltjes-integrál lehetővé teszi a véges variációjú folyamatok szerinti integrálást, így az Itó-integrál létezése szemimartingálok esetén következik bármely lokális martingál konstrukcióból.
Egy M négyzetesen integrálható càdlàg martingál esetén az Itó-izometria általánosított alakja használható. Először a Doob–Meyer felbontási tételt használva megmutatható, hogy egy M 2 = N + <M> felbontás létezik, ahol N egy martingál és <M> egy jobbról folytonos, növő, 0-ból induló, megjósolható folyamat. Ez egyértelműen meghatározza <M>-et, amire az M martingál megjósolható kvadratikus variációjaként szokás hivatkozni. Ekkor a négyzetesen integrálható martingálok Itó-izometriája
{\displaystyle E\left((H\cdot M_{t})^{2}\right)=E\left(\int _{0}^{t}H_{s}^{2}\,d\langle M\rangle _{s}\right),}
ami egyszerű integrandusokra közvetlenül bizonyítható. Mint azt fentebb láthattuk a Brown-mozgás esetán, egy folytonos lineáris kiterjesztést használva egyértelműen terjeszthetjük ki az integrált megjósolható integrandusokra, melyek teljesítik az E(H 2 · <M>t) < ∞ feltételt. Ez az eljárás kiterjeszthető minden lokális, négyzetesen integrálható martingálra lokalizációval.
Végül a Doob–Meyer felbontást használva minden lokális martingált felbonthatunk lokális, négyzetesen integrálható martingálok és véges variációjú folyamatok összegére, ami által az Itó-integrál tetszőleges szemimartingál szerint megkonstruálható.
Több a fentitől különböző bizonyítás létezik amely hasonló eljárásokat használ, de elkerüli a Doob–Meyer felbontási tétel használatát. Ilyen például az [M] kvadratikus variáció használata az Itó-izometriában, a Doléans-mérték használata szubmartingálok esetén, vagy a Burkholder–Davis–Gundy egyenlőtlenségek használata az Itó-izometria helyett. Ez utóbbi közvetlenül érvényes lokális martingálokra, anélkül hogy előtte a négyzetesen integrálható martingálok esetét vizsgálnunk kellene.
Alternatív bizonyítások léteznek, melyek csak az X càdlàg és adaptált tulajdonságát használják ki, valamint hogy a {H·Xt: |H |≤1 is simple previsible} halmaz korlátos valószínűségben minden t esetén, ami egy alternatív definíció arra, hogy X szemimartingál. Egy folytonos lineáris kiterjesztéssel az integrál kiterjeszthető minden balról folytonos adaptált integrandusra, melynek jobb oldali határértékei mindenhol léteznek (càglàd vagy B(al)-folyamat). Ez már elég általános ahhoz, hogy az Itó-lemmát alkalmazhassuk (Protter 2004).
Emellett egy Hincsin-egyenlőtlenséget használva is bizonyítható a dominált konvergencia tétel és kiterjeszthető az integrál általános megjósolható integrandusokra (Bichteler 2002).

## Az Itó-kalkulus további kiterjesztése: sztochasztikus deriválás
Az Itó-kalkulus több mint 60 évig tisztán integrálkalkulus marad: nem volt explicit pályánkénti elmélete a differenciálásnak, mely társult volna hozzá. Viszont 2006-ban Allouba definiálta egy adott S szemimartingál deriváltját egy B Brown-mozgás szerint az S és B folyamatok B kvadratikus variációja szerinti kvadratikus kovariációjának (amit az S és B kereszt-variációjának is szokás nevezni) használatával. Legyen adott a folytonos {\displaystyle S_{t}=S_{0}+V_{t}+M_{t},} szemimartingál segítségével, ahol V egy korlátos variációjú, kompakt tartójú folyamat és M egy lokális martingál. Ekkor az S folyamat B Brown-mozgás szerinti (erős) deriváltját azon {\displaystyle \mathbb {D} _{B}S} sztochasztikus folyamatként definiáljuk, melyre
{\displaystyle \mathbb {D} _{B_{t}}S_{t}={\frac {\mathrm {d} \langle S,B\rangle _{t}}{\mathrm {d} \langle B,B\rangle _{t}}}={\frac {\mathrm {d} \langle S,B\rangle _{t}}{\mathrm {d} t}};\ t\geq 0,}
ahol felhasználjuk hogy a B Brown-mozgás önmagával való kvadratikus kovariációja csupán a B kvadratikus variációja: {\displaystyle \langle B,B\rangle _{t}=t} majdnem biztosan.
Erről a sztochasztikus deriváltról kiderül, hogy sokat megőriz az elemi kalkulusból ismert hagyományos derivált tulajdonságaiból. Ez a sztochasztikus kalkulus alapvető tételéhez vezet
a következő sztochasztikus derivált/integrál párra vonatkozóan:
{\displaystyle \mathbb {D} _{B_{t}}\int _{0}^{t}X_{s}\mathrm {d} B_{s}=X_{t},}   és   {\displaystyle \int _{0}^{t}\mathbb {D} _{B_{s}}S_{s}\mathrm {d} B_{s}=S_{t}-S_{0}-V_{t}.}
Ez elvezet a sztochasztikus középérték-tételhez, sztochasztikus láncszabályokhoz valamint más differenciálási szabályokhoz, amelyek hasonlóak az elemi kalkulusból ismert eredményekre. A kulcs különbség abban rejlik, hogy míg egy határozatlan integrál (antiderivált) a hagyományos elemi kalkulusban legfeljebb additív konstans erejéig meghatározott, a sztochasztikus értelemben egy határozatlan integrál legfeljebb egy korlátos, kompakt tartójú folyamat erejéig meghatározott. Ezek a folyamatok a sztochasztikus differenciálás-elmélet "konstansai". Emellett, ha M és B ortogonálisak (zéró kovarianciájúak), akkor {\displaystyle \mathbb {D} _{B}M\equiv 0}; konkrétan, ha M és B függetlenek, akkor {\displaystyle \mathbb {D} _{B}M\equiv 0.}

## Itó-kalkulus fizikusoknak
A fizikában általában sztochasztikus differenciálegyenleteket, un. Langevin-egyenleteket használnak sztochasztikus integrálok helyett a Wiener-folyamatok kezelésére.
Egy fizikus formálisan az Itó sztochasztikus differenciálegyenletet a
{\displaystyle {\dot {x}}_{k}=h_{k}+g_{kl}\xi _{l}}
alakban írná, ahol {\displaystyle \xi _{j}} egy Gauss-i fehér zaj amelyre {\displaystyle \langle \xi _{k}(t_{1})\,\xi _{l}(t_{2})\rangle =\delta _{kl}\delta (t_{1}-t_{2})} és Einstein-konvenciót használunk.
Ha {\displaystyle y=y(x_{k})\,} az {\displaystyle x_{k}\,} függvénye, akkor az Itó-féle láncszabályt kell használni.
{\displaystyle {\dot {y}}={\frac {\partial y}{\partial x_{j}}}{\dot {x}}_{j}+{\frac {1}{2}}{\frac {\partial ^{2}y}{\partial x_{k}\partial x_{l}}}g_{km}g_{ml}}
Egy Itó SDE mint fent láttuk megfelel egy Sztratonovics SDE-nek, amiből
{\displaystyle {\dot {x}}_{k}=h_{k}+g_{kl}\xi _{l}-{\frac {1}{2}}{\frac {\partial g_{kl}}{\partial {x_{m}}}}g_{ml}}
Sztratonovics SDE-k gyakran előfordul a fizikában, mint egy sztochasztikus differenciálegyenlet határértéke színes zajjal, ha a zajos tag korrelációs ideje 0-hoz tart.
A sztochasztikus differenciálegyenletek különféle interpretációinak egy friss vizsgálatáért érdemes fellapozni:
Lau, Lubensky: State-dependent diffusion, Phys. Rev. E, 2007.

## Kapcsolódó szócikk
- Wiener-folyamat

## Fordítás
- Ez a szócikk részben vagy egészben  az   Itō_calculus című angol Wikipédia-szócikk fordításán alapul.  Az eredeti cikk szerkesztőit annak laptörténete sorolja fel. Ez a jelzés csupán a megfogalmazás eredetét és a szerzői jogokat jelzi, nem szolgál a cikkben szereplő információk forrásmegjelöléseként.